# Rogers (North Dakota)
Rogers is een plaats (city) in de Amerikaanse staat North Dakota, en valt bestuurlijk gezien onder Barnes County.

## Demografie
Bij de volkstelling in 2000 werd het aantal inwoners vastgesteld op 61.
In 2006 is het aantal inwoners door het United States Census Bureau geschat op 56, een daling van 5 (-8,2%).

## Geografie
Volgens het United States Census Bureau beslaat de plaats een oppervlakte van
2,5 km², geheel bestaande uit land. Rogers ligt op ongeveer 436 m boven zeeniveau.

## Plaatsen in de nabije omgeving
De onderstaande figuur toont nabijgelegen plaatsen in een straal van 24 km rond Rogers.